# لويس بوسادا كاريليس
لويس بوسادا كاريليس (بالإسبانية: Luis Posada Carriles)‏ (و. 1928 – 2018 م)
|عنوان=معرف لويس بوسادا كاريليس في النظام الجامعي للتوثيق
| تاريخ الوصول = 18 يناير 2019 
|عمل=SUDOC
}}</ref> هو إرهابي، وجاسوس من كوبا، ولد في سينفويغوس، توفي في ميامي، عن عمر يناهز 90 عاماً ، بسبب سرطان.

## مناصب وهيئات
أدار وكالة المخابرات المركزية.

## روابط خارجية
- لويس بوسادا كاريليس على موقع IMDb (الإنجليزية)
- لويس بوسادا كاريليس على موقع إن إن دي بي (الإنجليزية)
- لويس بوسادا كاريليس على موقع قاعدة بيانات الفيلم (الإنجليزية)